# Make America Psycho Again
Make America Psycho Again es el primer álbum remix de la banda Fall Out Boy. Fue Lanzado el 30 de octubre de 2015 bajo el sello discográfico Island Récords. El álbum remezcla las canciones del disco American Beauty/American Psycho, con un rapero diferente en cada canción. El álbum vendió más de 13 mil copias en los Estados Unidos en su semana debut. El título alude al eslogan de campaña del candidato Donald Trump, "Make America Great Again".

## Sencillos promocionales
El álbum fue precedido por cuatro sencillos promocionales: Irresistible, en colaboración con el rapero Migos, fue lanzado el 23 de octubre de 2015. American/Beauty/American Psycho, con el rapero ASAP Ferg, fue lanzado el 26 de octubre. “The Kids Aren’t Right” con Azaelia Banks, fue lanzado el 27 de octubre. Y finalmente “Uma Thurman” junto con el rapero, escritor y actor Wiz Khalifa se lanzó el 28 de octubre, aunque ya había sido lanzado antes en enero de 2015 para el Boys Of Zummer Tour

## Lista de canciones
1. Irresistible (feat. Migos)
2. American Beauty/American Psycho (feat. A$AP Ferg)
3. Centuries (feat. Juicy J)
4. The Kids Aren't Right (feat.  Azealia Banks)
5. Uma Thurman (feat. Wiz Khalifa)
6. "Jet Pack Blues" (featuring Big K.R.I.T.)
7. "Novocaine" (featuring Uzi)
8. "Fourth of July" (featuring OG Maco)
9. Favorite Record" (featuring ILoveMakonnen)
10. "Immortals" (featuring Black Thought)
11. Twin Skeleton's (Hotel in NYC)" (featuring Joey Badass)